# 肿胀果薹草
肿胀果薹草（学名：Carex subtumida）为莎草科薹草属的植物。分布在中国大陆的江西、江苏等地，生长于海拔800米至1,000米的地区，常生于沟边、水边及山坡路旁草丛中，目前尚未由人工引种栽培。